# اپوخه
اپوخه (به یونانی: ἐποχή) (به انگلیسی: Epoché) واژه‌ای از زبان یونانی باستان است که در کاربرد فلسفی آن، لحظه‌ای نظری را توصیف می‌کند که تمامی قضاوت‌ها دربارهٔ وجود یا هستی جهان خارجی و در نتیجه تمام کنش‌ها در جهان به حالت تعلیق در می‌آید. این واژه در فارسی «تعلیق»، «بازداشت» و «توقیف» ترجمه شده‌است، ولی معمولاً به همان صورت اپوخه استفاده می‌شود.

## مفهوم
اپوخه لحظه‌ای نظری را وصف می‌کند که تمامی قضاوت‌ها دربارهٔ وجود یا هستی جهان خارجی و در نتیجه تمام کنش‌ها در جهان به حالت تعلیق در می‌آید.
آگاهی متعلق به خود شخص موضوع نقد درون‌ماندگار است، به‌طوری که وقتی چنین عقیده‌ای بازیابی شود پایه‌ای استوار در آگاهی خواهد داشت.
این مفهوم به وسیلهٔ شکاکان یونانی توسعه پیدا کرد و نقشی التزامی در اندیشه شک گرایی یافت، همان‌طور که در اصل معرفتی شک روشی رنه دکارت نقش داشت.
این اصطلاح در فلسفه به وسیلهٔ ادموند هوسرل متداول گردید. هوسرل مفهوم اپوخه یا در پرانتز نهادن (bracketing) را در جلد اول کتاب «ایده‌ها» شرح داد.
از طریق روش سیستماتیک تقلیل پدیدارشناسانه (phenomenological reduction)، شخص قادر می‌شود قضاوت در مورد عقیده فلسفی نسبت به وجود جهان خارجی را تعلیق کند و در نتیجه پدیدار را همان‌طور که آن‌ها به آگاهی داده شده‌اند بررسی کند.

## معادل
این واژه در فارسی «تعلیق»، «بازداشت» و «توقیف» ترجمه شده‌است، ولی معمولاً به همان صورت اپوخه استفاده می‌شود.